# Розово фламинго
Розовото фламинго (Phoenicopterus roseus) е птица от семейство Фламингови.
Розовото фламинго живее край солени езера и морски лагуни. Храни се с планктон, червеи, миди, скариди, ларви на насекоми и други богати на каротиноиди храни. Благодарение на странната му извита човка, която влачи във водата, то може да прецежда и задържа микроорганизмите от плитките места.

## Разпространение
Розовото фламинго, наречено още обикновено фламинго, е най-разпространеният вид фламинго. В Европа се среща в южна Франция и южна Испания. В Африка птицата е най-разпространена в Мароко, южен Тунис и Кения. Среща се и в Афганистан и северозападна Индия.
Може да се види целогодишно и в България. През 2022 година, август в Бургас и Поморие са преброени около три хиляди броя.

## Физически характеристики
Фламингото е сравнително голяма птица с дълги, тънки крака и достига височина 130 – 140 сантиметра. Теглото му достига 4 килограма. Цветът на перата му варира от бял до червеникав. Възрастните индивиди (след 3-тата година) са обикновено с нежно розов цвят като крилете им са червени, а маховите (летателни) пера са черни. Особена характеристика на фламингото е здравият, масивен, извит надолу клюн, с помощта на който филтрира храната от водата. В основната си част той е червен, а на върха черен. Подвижната част на клюна му (за разлика от повечето птици) е не долната, а горната. Цветът на фламингото се определя от количеството каротиноид в храната. Най-младите индивиди са с мръсно сив цвят, който след това преминава в бял (при все още недостатъчност на веществото каротиноид).

## Размножаване
Фламингото е моногамно животно, живее в колонии със стотици, понякога хиляди двойки. Гнездото му представлява конусообразен хълм от глина и тиня. Снася от едно до три яйца. Инкубационният период е 30 дни. Макар че достигат зрялост около третата година, отглеждането на малки започва около петата-шестата година. Фламингото живее средно 32 години.